# Гидроскафиды
Гидроскафиды (лат. Hydroscaphidae) — семейство насекомых отряда жесткокрылых. В семействе насчитываются три рода и 13 видов. Встречаются на всех континентах, за исключением Антарктиды.

## Морфология имаго
Жуки очень маленьких размеров, в длину достигающих около 1,5 мм. Внешне напоминают некоторых мелких стафилинов, но отличаются от них присутствием отчётливого нотоплеврального шва.
Тело веретеновидное, слегка уплощённое, в тонких и рассеянных прилегающих волосках, конечности в более густых волосках. Окрас тела рыжевато-коричневая, более тёмный с боков.
Голова крупная, с крупными, но не выступающими глазами. Верхняя губа срослась с наличником. Мандибулы маленькие, с тупыми вершинами. Усики короткие, девяти-сегментные, со слабо выступающей булавой, расположены с боков головы между основанием жвал (мандибул) и глазами.
Переднеспинка поперечная, в форму трапеции, с максимальной шириной на основании. Переднегрудь короткая, передние тазиковые впадины открытые.
Надкрылья укороченные, не прикрывают конически выступающую из-под них вершину брюшка (не менее трёх тергитов). Крылья опушены бархатными и длинными волосками. Жилкование крыльев редуцировано, продольной ячейки не имеется.
Среднегрудь короткая, заднегрудь длинная. Средние и задние тазики редуцированы.
Брюшко с шестью-семью видными стернитами. Шестой стернит самки глубоко выемчатый. Передние тазики конические, торчащие. Средние тазики маленькие, овальные. Задние тазики поперечные, с бедренными покрышками. Передний трохантин не прикрыт. Лапки трёх-сегментные. Гениталии не описаны.

## Морфология личинок
Личинки имеют большое сходство со стафилинами, веретеновидная, с очень маленькими, неотчётливыми дыхальцами. Баллоноподобные дыхальные жабры расположены на переднетулье. Мандибулы с большой сосательной молярной частью. Усики очень короткие, двух-сегментные. Девятый сегмент брюшка лишён апикальных крючков, но иногда с парой длинных щетиной.

## Экология
Большее скопление взрослых жуков в горных ручьях на нитчатых водорослях, растущих на скалах, в частности на мелководье. Встречаются как в холодной, так и в горячих потоках при температуре 45 °C. Жуки носят запас воздуха под надкрыльями.

## Развитие
Время от времени на водоросли откладывается одно яйцо белого цвета. Развитие личинки полностью водное.

## Палеонтология
Древнейшим представителем семейства считается жук Leehermania prorova, найденный в триасовых отложениях США. Ранее этот вид относили к жукам-стафилинидам.